# Beyond the Steppes
Pour plus de détails, voir Fiche technique et Distribution.
Beyond the Steppes est un film belge réalisé par Vanja d'Alcantara, sorti en 2010.

## Synopsis
Le voyage forcé d'une femme dans les steppes d'Asie centrale.

## Fiche technique
- Titre : Beyond the Steppes
- Réalisation : Vanja d'Alcantara
- Scénario : Vanja d'Alcantara
- Musique : Eric Bribosia
- Photographie : Ruben Impens
- Montage : Virgine Messiaen
- Production : Annemie Degryse et Denis Delcampe
- Société de production : Akson Studio, Lunanime et Need Productions
- Pays :  Belgique
- Genre : Drame
- Durée : 90 minutes
- Dates de sortie : 
  -  Belgique : 10 novembre 2010

## Distribution
- Agnieszka Grochowska : Nina
- Aleksandra Justa : Jadwiga
- Tatiana Tarskaya : Irina
- Borys Szyc : Roman
- Ahan Zolanbiek : Batyr

## Distinctions
Le film a été nommé pour le Magritte du meilleur film.